# Yakima (rivière)
Pour les articles homonymes, voir Yakima.
La rivière Yakima est une rivière des États-Unis longue de 344 kilomètres, affluent du fleuve Columbia. Elle doit son nom à la tribu des Yakamas, peuple amérindien qui vit près de la rivière.

## Cours
La rivière nait dans la chaîne des Cascades à une altitude de 768 m dans le lac Keechelus, lac artificiel formé par le barrage Keechelus près de Cle Elum, Washington. La rivière se dirige vers le sud-est, évite Ellensburg, traverse Yakima et continue vers Richland où elle se jette dans le fleuve Columbia.

## Principaux affluents
- Cle Elum
- Teanaway
- Naches

## Histoire
Les rives de la rivière Yakima sont habitées depuis la Préhistoire. Les premiers explorateurs occidentaux à atteindre la rivière sont les membres de l'expédition Lewis et Clark le 17 octobre 1805. Ils s'arrêtèrent un moment au confluent entre la rivière Yakima et le fleuve Columbia sans remonter la rivière.

## Activités économiques
La rivière Yakima (et les aménagements qui ont été construits) rend possible l'irrigation de la vallée où se trouvent des vergers, des pâturages, de la vigne, et des champs céréaliers. La vallée de la Yakima est la principale zone de culture du houblon aux États-Unis, produisant environ 75 % de la production nationale.
Elle est utilisée pour le rafting et la pratique du canoë-kayak, en particulier autour de la ville d'Ellensburg pendant l'été.

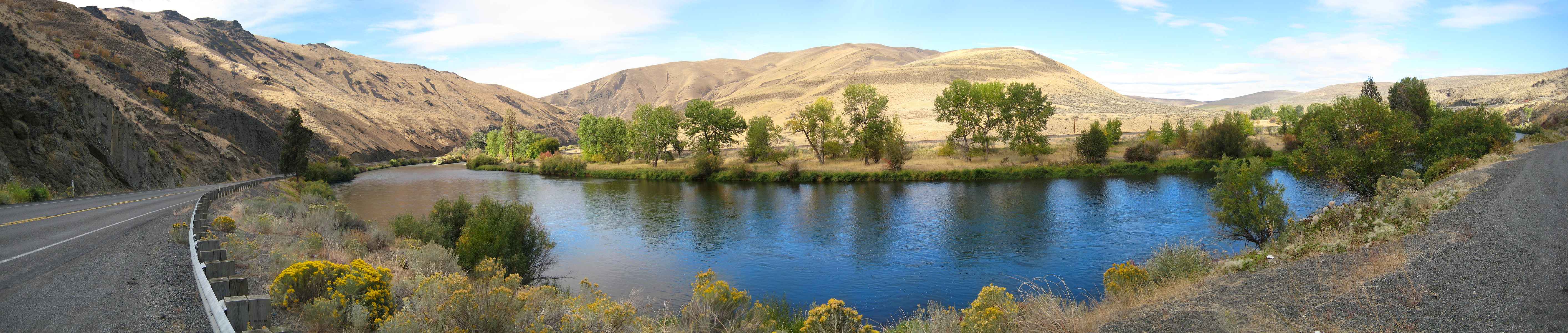
Vue panoramique de la rivière Yakima

## Sources
- [PDF] (en) Yakima Subbasin Plan Overview
- [PDF] (en) Yakima River and Esquatzel Coulee Basins and the Columbia River from Richland to Kennewick